# Collegio di Blackpool North and Cleveleys
Blackpool North and Cleveleys è stato un collegio elettorale situato in Lancashire, nel Nord Ovest dell'Inghilterra, e rappresentato alla Camera dei comuni del Parlamento del Regno Unito. Eleggeva un membro del parlamento con il sistema first-past-the-post, ossia maggioritario a turno unico; il collegio è stato abolito in occasione della revisione del 2024, con gran parte della sua area trasferita al collegio di Blackpool North and Fleetwood.

## Estensione
Il collegio comprendeva i ward del Borough di Blackpool di Anchorsholme, Bispham, Claremont, Greenlands, Ingthorpe, Layton, Norbreck, Park e Warbreck, e i ward del Borough di Wyre di Bourne, Cleveleys Park, Jubilee e Victoria.
A seguito della revisione dei collegi parlamentari, il precedente collegio di Blackpool North and Fleetwood fu abolito; il nuovo collegio di Blackpool North and Cleveleys comprendeva la metà settentrionale di Blackpool, con Cleveleys in Wyre.
Le comunità di Wyre di Thornton e Cleveleys srimasero divise tra due collegi. Cleveleys era la più vicina delle due al confine di Blackpool, e sconfinava nella vicina Poulton-le-Fylde, che era stata spostata nel collegio di Wyre and Preston North.
Il collegio è stato abolito nel 2024; quattro ward sono stati trasferiti al collegio di Blackpool South, e il resto dell'area è stato unito alla conurbazione di Thornton-Cleveleys per costituire il nuovo Blackpool North and Fleetwood.

## Membri del parlamento
| Elezione | Elezione | Deputato         | Partito          |
| -------- | -------- | ---------------- | ---------------- |
|          | 2010     | Paul Maynard     | Conservatore     |
|          | 2024     | Collegio abolito | Collegio abolito |

## Elezioni

### Elezioni negli anni 2010
| Partito                    | Partito                                   | Candidato                  | Risultati 12 dicembre 2019 | Risultati 12 dicembre 2019 |
| Partito                    | Partito                                   | Candidato                  | Voti                       | %                          |
| -------------------------- | ----------------------------------------- | -------------------------- | -------------------------- | -------------------------- |
|                            | Conservatore                              | Paul Maynard               | 22 364                     | 57,63                      |
|                            | Laburista                                 | Chris Webb                 | 13 768                     | 35,48                      |
|                            | Lib Dem                                   | Sue Close                  | 1 494                      | 3,85                       |
|                            | Verdi                                     | Duncan Royle               | 735                        | 1,89                       |
|                            | Indipendente                              | Neil Holden                | 443                        | 1,14                       |
|                            |                                           |                            |                            |                            |
| Iscritti                   | Iscritti                                  | Iscritti                   | 63 692                     | 100,00                     |
| ↳ Votanti (% su iscritti)  | ↳ Votanti (% su iscritti)                 | ↳ Votanti (% su iscritti)  | 38 804                     | 60,92                      |
| ↳ Astenuti (% su iscritti) | ↳ Astenuti (% su iscritti)                | ↳ Astenuti (% su iscritti) | 24 888                     | 39,08                      |
|                            |                                           |                            |                            |                            |
|                            | Esito: collegio confermato a Conservatore |                            |                            |                            |

| Partito                    | Partito                                   | Candidato                  | Risultati 8 giugno 2017 | Risultati 8 giugno 2017 |
| Partito                    | Partito                                   | Candidato                  | Voti                    | %                       |
| -------------------------- | ----------------------------------------- | -------------------------- | ----------------------- | ----------------------- |
|                            | Conservatore                              | Paul Maynard               | 20 255                  | 49,39                   |
|                            | Laburista                                 | Chris Webb                 | 18 232                  | 44,46                   |
|                            | UKIP                                      | Paul White                 | 1 392                   | 3,39                    |
|                            | Lib Dem                                   | Sue Close                  | 747                     | 1,82                    |
|                            | Verdi                                     | Duncan Royle               | 381                     | 0,93                    |
|                            |                                           |                            |                         |                         |
| Iscritti                   | Iscritti                                  | Iscritti                   | 63 973                  | 100,00                  |
| ↳ Votanti (% su iscritti)  | ↳ Votanti (% su iscritti)                 | ↳ Votanti (% su iscritti)  | 41 007                  | 64,10                   |
| ↳ Astenuti (% su iscritti) | ↳ Astenuti (% su iscritti)                | ↳ Astenuti (% su iscritti) | 22 966                  | 35,90                   |
|                            |                                           |                            |                         |                         |
|                            | Esito: collegio confermato a Conservatore |                            |                         |                         |

| Partito                    | Partito                                   | Candidato                  | Risultati 7 maggio 2015 | Risultati 7 maggio 2015 |
| Partito                    | Partito                                   | Candidato                  | Voti                    | %                       |
| -------------------------- | ----------------------------------------- | -------------------------- | ----------------------- | ----------------------- |
|                            | Conservatore                              | Paul Maynard               | 17 508                  | 44,44                   |
|                            | Laburista                                 | Samuel Rushworth           | 14 168                  | 35,97                   |
|                            | UKIP                                      | Simon Noble                | 5 823                   | 14,78                   |
|                            | Lib Dem                                   | Sue Close                  | 948                     | 2,41                    |
|                            | Verdi                                     | John Warnock               | 889                     | 2,26                    |
|                            | Northern                                  | James Walsh                | 57                      | 0,14                    |
|                            |                                           |                            |                         |                         |
| Iscritti                   | Iscritti                                  | Iscritti                   | 62 429                  | 100,00                  |
| ↳ Votanti (% su iscritti)  | ↳ Votanti (% su iscritti)                 | ↳ Votanti (% su iscritti)  | 39 393                  | 63,10                   |
| ↳ Astenuti (% su iscritti) | ↳ Astenuti (% su iscritti)                | ↳ Astenuti (% su iscritti) | 23 036                  | 36,90                   |
|                            |                                           |                            |                         |                         |
|                            | Esito: collegio confermato a Conservatore |                            |                         |                         |

| Partito                    | Partito                                         | Candidato                  | Risultati 6 maggio 2010 | Risultati 6 maggio 2010 |
| Partito                    | Partito                                         | Candidato                  | Voti                    | %                       |
| -------------------------- | ----------------------------------------------- | -------------------------- | ----------------------- | ----------------------- |
|                            | Conservatore                                    | Paul Maynard               | 16 964                  | 41,79                   |
|                            | Laburista                                       | Penny Martin               | 14 814                  | 36,50                   |
|                            | Lib Dem                                         | Bill Greene                | 5 400                   | 13,30                   |
|                            | UKIP                                            | Roy Hopwood                | 1 659                   | 4,09                    |
|                            | BNP                                             | James Clayton              | 1 556                   | 3,83                    |
|                            | Monster Raving Loony                            | Tony Davies                | 198                     | 0,49                    |
|                            |                                                 |                            |                         |                         |
| Iscritti                   | Iscritti                                        | Iscritti                   | 65 894                  | 100,00                  |
| ↳ Votanti (% su iscritti)  | ↳ Votanti (% su iscritti)                       | ↳ Votanti (% su iscritti)  | 40 591                  | 61,60                   |
| ↳ Astenuti (% su iscritti) | ↳ Astenuti (% su iscritti)                      | ↳ Astenuti (% su iscritti) | 25 303                  | 38,40                   |
|                            |                                                 |                            |                         |                         |
|                            | Esito: collegio a Conservatore (nuovo collegio) |                            |                         |                         |

## Risultati dei referendum

### Referendum sulla permanenza del Regno Unito nell'Unione europea del 2016
|             | Collegio                      | Lasciare UE % | Rimanere in UE % |
| ----------- | ----------------------------- | ------------- | ---------------- |
|             | Blackpool North and Cleveleys | 66,8%         | 33,2%            |
| Inghilterra | 53,3%                         | 46,7%         |                  |
| Regno Unito | 51,9%                         | 48,1%         |                  |